# Dulce Nombre
Dulce Nombre (uit het Spaans: "Heilige Naam van Maria") is een gemeente (gemeentecode 0408) in het departement Copán in Honduras.
Het dorp is gesticht met de naam Las Cáscaras door families uit het Chalatenango in El Salvador. Het dorp lag eerst iets ten zuiden van de huidige positie, maar is later naar het noorden verplaatst. Het maakte deel uit van de gemeente Santa Rosa de Copán. In 1907 werd het een zelfstandige gemeente.

## Bevolking
De bevolking is als volgt verdeeld:
| Vrouwen | 3183 | 52% |
| Mannen  | 2933 | 48% |

## Dorpen
De gemeente bestaat uit zeven dorpen (aldea), waarvan het grootste qua inwoneraantal: Dulce Nombre (code 040801).